# Cuscuta californica
Cuscuta californica là một loài thực vật có hoa trong họ Bìm bìm. Loài này được Hook. & Arn. mô tả khoa học đầu tiên năm 1839.

## Hình ảnh

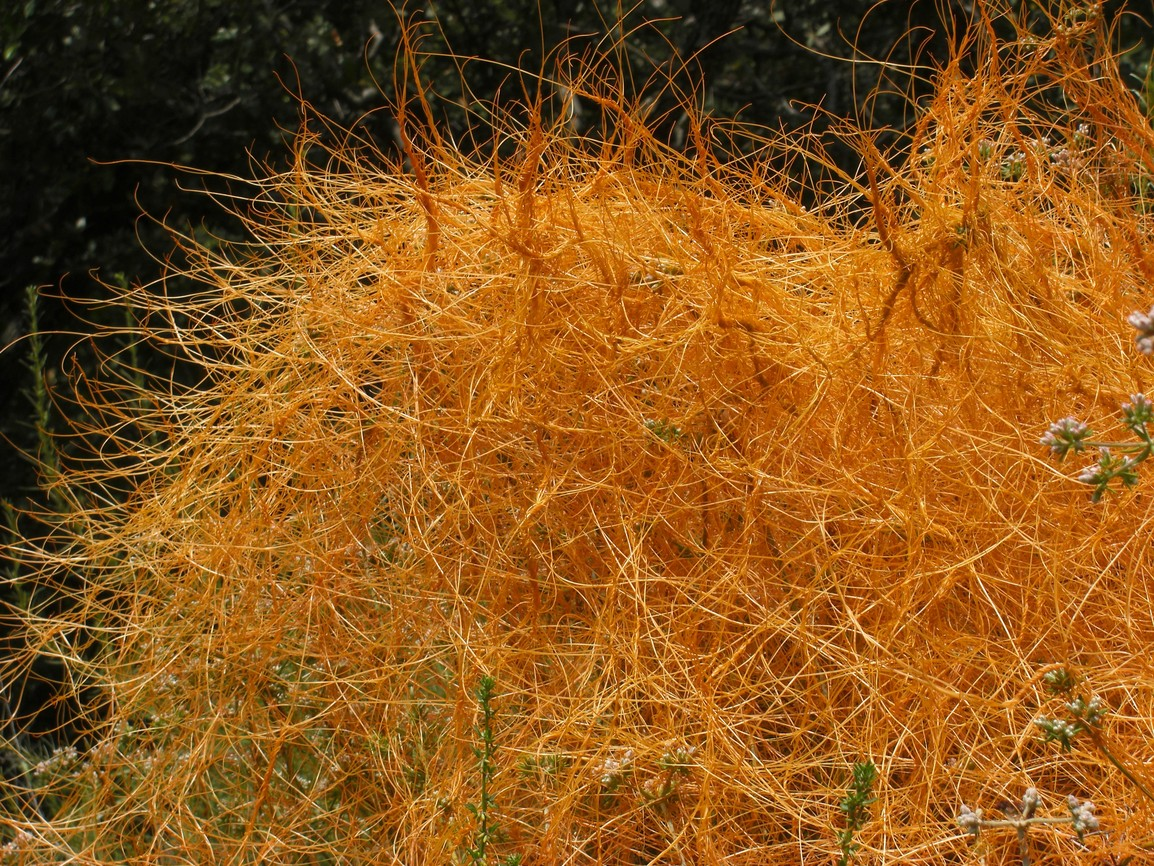
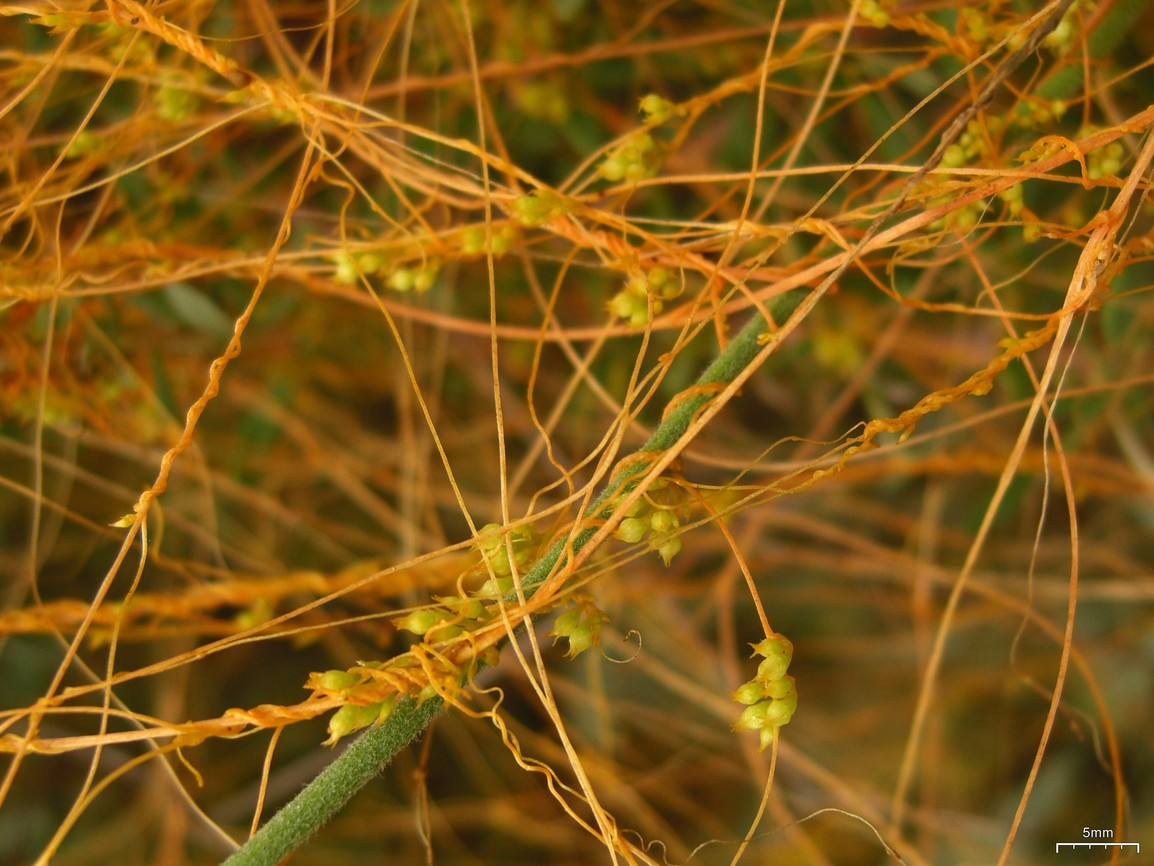
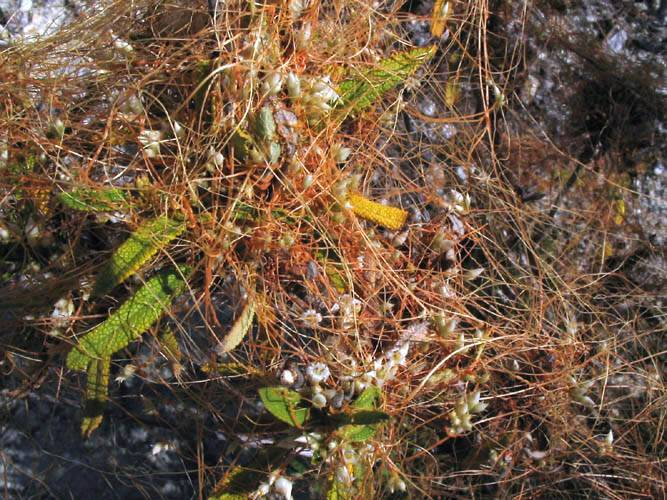
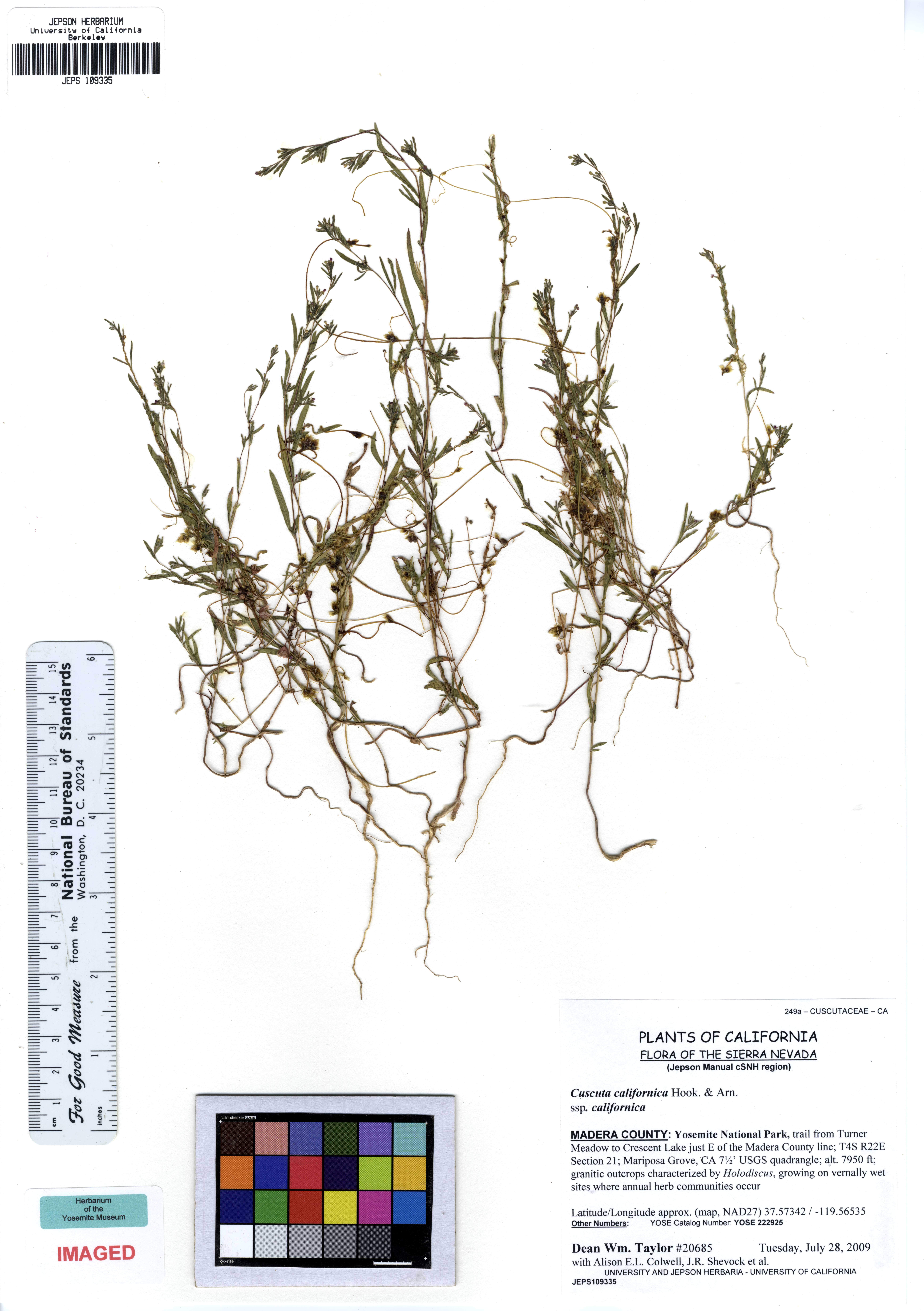